# Maritima Avaticorum
Maritima Avaticorum fut une ville gallo-romaine construite sur le territoire de l'actuelle commune de Martigues et occupée du Ier siècle av. J.-C. jusqu'au milieu du IVe siècle apr. J.-C. Pline la mentionne comme étant la capitale du peuple celto-ligure des Avatiques.

## Fouilles et mise en valeur du site
Le site est établi à 1 500 mètres au nord du cœur historique de Martigues le long de l'étang de Berre dans le quartier de Tholon. Il est connu depuis la première moitié du XXe siècle mais n'a sérieusement été fouillé, sous l'égide du Service archéologique de la ville de Martigues, qu'à partir de 1998.
Depuis 2006, le site est ouvert à la visite et des travaux d'aménagement sont prévus pour limiter sa dégradation du fait du voisinage de l'étang de Berre. La restauration et la protection des pierres sont prévues tout comme l'implantation de panneaux didactiques depuis 2011, en partenariat avec le mécénat du groupe Total et la Fondation du Patrimoine.
Depuis juillet 2014, des travaux ont été établis sur le site actuel du lycée Paul Langevin à Martigues construit dans les années 1960. Ces rénovations ont engendré des fouilles archéologiques qui ont été la source d'une grande découverte : un ensemble exceptionnel de monnaies d'or de César au début du principat d'Auguste. C'est la première fois qu'un trésor relatif à la période triumvirale est trouvé. 48 monnaies conservées recouvrent la période entre 46 et 27 avant Jésus-Christ.
Ce trésor prouve l'origine occidentale de certaines séries triumvirales dont l'hypothèse de l'origine orientale a été définitivement fermée. Archéologiquement, ce trésor est source de nouvelles questions, qui interrogent sur la notion de "trésor" : pourquoi les pièces n'ont pas été mises dans un récipient et pourquoi les avoir dégradées volontairement ?

## Constructions gallo-romaines
Le site se trouve aujourd'hui entre plusieurs immeubles et constructions modernes (base nautique, lycée). La zone de recherche ne fait donc que 2 hectares, l'étendue de la ville antique étant supposée plus grande. Ainsi, le site est limité à l'est par la plage du rivage de l'étang mais des fouilles sous-marines ont révélé des vestiges (dont une digue) jusqu'à une quarantaine de mètres au large sur une zone d'au moins un hectare. Deux sources pérennes y existent.
Neuf rues ont été retrouvées suivant l'axe est-ouest et deux suivant l'axe nord-sud. Une de ces deux rues d'axe nord-sud, plus large que les autres, est supposée être le cardo maximus. Ces rues délimitent des îlots d'habitations et un ensemble de cinq bassins d'une surface totale de 100 m2. Les fouilles ont révélé un intérieur fait de parois murales peintes d'une habitation du IIe siècle apr. J.-C. Les cinq bassins sont supposés avoir servi de citernes, mais leur fonctionnement est encore inconnu.
Un important bâtiment (d'une taille égale à au moins deux îlots d'habitation) a également été découvert dans la partie sud-ouest du site. Enfin, la structure de la digue a été identifiée comme une construction à pieux renforcée par de la maçonnerie de pierres.

## Constructions et utilisation ultérieure
Le site de Tholon, du fait de ses deux sources, a été ensuite fréquemment utilisé. Une église (Sancta Trinitatis de Tullone) y a été construite et est mentionnée en 1213 et 1817. Il n'en reste aujourd'hui que trois murs. Un lavoir et des citernes d'approvisionnement, aujourd'hui restaurés, ont aussi été construits à partir du XVe siècle.

## Mobilier
- battoir en bois

## Mobilier funéraire
- Une stèle du Ier siècle apr. J.-C. portant l'épitaphe de Monisata, fille de Monisatus

## Iconographie
- Dessins de reconstitution du site antique par Jean-Marie Gassend en 2004